# Sognando il nord
Sognando il nord (Perdiendo el norte) è un film del 2015 diretto da Nacho G. Velilla.
Commedia leggera, a sfondo romantico, in cui sono toccati molti argomenti critici della società contemporanea, non solo spagnola: dalla disoccupazione giovanile alla emigrazione economica, dalle barriere linguistiche ai problemi di fertilità, dall'Alzheimer all'abbandono degli anziani.

## Trama
Hugo e Braulio, amici da sempre, sono due giovani titolatissimi nei rispettivi campi di interesse, l'economia e la chimica, profondamente delusi dalla mancanza di opportunità che offre il proprio paese, la Spagna.
Così, spinti da un servizio televisivo, decidono di partire insieme alla volta di Berlino, convinti di poter dare una svolta positiva alla loro carriera.
Nella capitale tedesca le cose sono un po' diverse da come immaginato. Senza conoscere il tedesco non ci sono reali opportunità e, in ogni caso, stando alla testimonianza degli immigrati incontrati, per farsi strada occorre tempo e pazienza.
Dunque, inizialmente, non resta che accettare il posto di sguatteri nel locale del turco Hakan, già loro padrone di casa. I due amici vanno ad affiancare il loro coinquilino Rafa, un tipo estroverso, anche lui spagnolo, che arrotonda spacciando stupefacenti ed è gelosissimo della sorella Carla, anche lei nello stesso appartamento.
Hugo fa sacrifici enormi per poter mandare qualcosa a casa, raccontando per mesi bugie riguardo al suo lavoro, sia ai genitori che alla fidanzata Nadia. Questi gli fanno però la sorpresa di andarlo a trovare a Berlino, giungendo proprio poco dopo che il ragazzo, dopo l'iniziale antipatia, ha iniziato una relazione con Carla.
In una sola volta emergeranno tutte le verità nascoste, compresa quella sulla gravidanza di Marisol, moglie di Hakan, cui Braulio, dietro lauto compenso, aveva "offerto prestazioni" finalizzate ad esaudire il suo desiderio di maternità. Ma Hakan, avendo segretamente fatto un esame nel quale era stata confermata la sua sospetta e inconfessabile sterilità e dopo aver udito una conversazione tra Rafa e Braulio, capisce tutto e caccia moglie e ragazzo.
A Hugo invece non resta che tornarsene in Spagna e legarsi ancora di più alla promessa Nadia il cui ricco padre ha già pronto un buon impiego per lui. Carla resta così col cuore spezzato, vittima dell'ennesima delusione amorosa.
Otto mesi più tardi, chiaritosi le idee anche grazie al padre, Hugo ha il coraggio di dire no a Nadia sull'altare. Preso il primo aereo per Berlino raggiunge trafelato l'amata Carla che lo perdona e lo abbraccia sotto il traguardo della prima maratona finalmente completata.
Questo mentre Marisol dà alla luce il bimbo avuto da Braulio ma che Hakan stesso prende in mano dal grembo della madre, istruito nel parto di emergenza, dall'anziano Andrés, emigrante spagnolo affetto da Alzheimer, che nonostante la solitudine e la malattia non ha mai dimenticato la figlia, con cui si ricongiungerà grazie all'intervento di Hugo.
Nel lieto fine generale c'è gloria anche per Braulio che ottiene un'offerta di lavoro, non in Germania, ma in Cina...

## Distribuzione
Il film è stato distribuito in Spagna dal 6 marzo 2015. Dal 2016 è disponibile sulla piattaforma Netflix.

## Accoglienza
In Spagna il film ha ottenuto un buon successo al botteghino incassando più di 10 milioni di euro, risultando il terzo titolo spagnolo più visto in patria nel 2015.

## Sequel
Il successo del film ha originato una serie televisiva nel 2016, di fatto solo ispirata alla pellicola, intitolata Buscando el norte che, dopo una stagione di 8 episodi, non ha avuto seguito.
Per il 2019 è stato annunciato un seguito dal titolo Perdiendo el este.